# Nully
Nully település Franciaországban, Haute-Marne megyében. Lakosainak száma 143 fő (2022. január 1.). Nully Thil, Beurville, Blumeray, Sommevoire és Trémilly községekkel határos.

## Népesség
A település népességének változása:
| Lakosok száma | 169  | 161  | 163  | 161  | 156  | 150  | 145  | 143  | 143  |
|               | 2013 | 2015 | 2016 | 2017 | 2018 | 2019 | 2020 | 2021 | 2022 |